# Liste der Baudenkmale in der Ortschaft Südost
In der Liste sind die Baudenkmale in der Ortschaft Südost der niedersächsischen Stadt Salzgitter aufgelistet. Die Einträge in den Listen basieren auf dem Denkmalatlas Niedersachsen. Der Stand der Liste ist der 21. Juli 2022.

## Legende
In den Spalten befinden sich folgende Informationen:
- Lage: die Adresse des Baudenkmales und die geographischen Koordinaten. Kartenansicht, um Koordinaten zu setzen. In der Kartenansicht sind Baudenkmale ohne Koordinaten mit einem roten Marker dargestellt und können in der Karte gesetzt werden. Baudenkmale ohne Bild sind mit einem blauen Marker gekennzeichnet, Baudenkmale mit Bild mit einem grünen Marker.
- Bezeichnung: Bezeichnung des Baudenkmales
- Beschreibung: die Beschreibung des Baudenkmales. Unter § 3 Abs. 2 NDSchG werden Einzeldenkmale und unter § 3 Abs. 3 NDSchG Gruppen baulicher Anlagen und deren Bestandteile ausgewiesen.
- ID: die Objekt-ID des Baudenkmales
- Bild: ein Bild des Baudenkmales, ggf. zusätzlich mit einem Link zu weiteren Fotos des Baudenkmals im Medienarchiv Wikimedia Commons. Wenn man auf das Kamerasymbol klickt, können Fotos zu Baudenkmalen aus dieser Liste hochgeladen werden:

## Barum

### Gruppe: Kirchhof Barum
Baudenkmal (Gruppe):

| Lage                                       | Bezeichnung    | Beschreibung | ID       | Bild |
| ------------------------------------------ | -------------- | ------------ | -------- | ---- |
| Werkstraße 16a 52° 7′ 15″ N, 10° 25′ 12″ O | Kirchhof Barum |              | 31190838 | BW   |

Baudenkmale (Einzeln):

| Lage                                        | Bezeichnung | Beschreibung | ID       | Bild           |
| ------------------------------------------- | ----------- | --- | -------- | -------------- |
| Werkstraße 16a 52° 7′ 16″ N, 10° 25′ 11″ O  | Kirche      | Der Turm der St.-Nikolai-Kirche ist vermutlich ein Wehrturm aus dem 8. oder 9. Jahrhundert. Später wurde das Kirchenschiff an den Turm angebaut. Die erste Erwähnung eines Priesters in Barum ist von 1147, darin wird ein „Erzpriesters Odolricus“ genannt. | 31219688 | Weitere Bilder |
| Werkstraße 16 a 52° 7′ 16″ N, 10° 25′ 12″ O | Kirchhof    | | 31219709 | BW             |
| Werkstraße 16 a 52° 7′ 16″ N, 10° 25′ 11″ O | Grabsteine  | | 31226266 | BW             |

### Baudenkmale (Einzeln)
| Lage                                                  | Bezeichnung              | Beschreibung                  | ID       | Bild |
| ----------------------------------------------------- | ------------------------ | ----------------------------- | -------- | ---- |
| Gottfried-Linke-Straße 52° 8′ 12″ N, 10° 24′ 26″ O    | Umformer-Station         | Linke-Hofmann-Busch, Geb. 12  | 31218587 | BW   |
| Gottfried-Linke-Straße 101 52° 8′ 1″ N, 10° 24′ 39″ O | Produktions-/Bürogebäude | Linke-Hofmann-Busch, Geb. 138 | 31218560 | BW   |
| Werkstraße 16 52° 7′ 17″ N, 10° 25′ 11″ O             | Schule                   | Alte Schule                   | 31219664 | BW   |
| Werkstraße 21 52° 7′ 20″ N, 10° 25′ 10″ O             | Wohnhaus                 |                               | 31219728 | BW   |
| Werkstraße 11 52° 7′ 18″ N, 10° 25′ 16″ O             | Wohnhaus                 |                               | 31219581 | BW   |
| Werkstraße 12 52° 7′ 16″ N, 10° 25′ 16″ O             | Wohnhaus                 |                               | 31219640 | BW   |
| Werkstraße 3 52° 7′ 17″ N, 10° 25′ 22″ O              | Wohnhaus                 |                               | 31219558 | BW   |
| Trapweg 2 52° 7′ 15″ N, 10° 25′ 20″ O                 | Wohnhaus                 |                               | 31219535 | BW   |

## Beinum

### Gruppe: Kirchhof Beinum
Baudenkmal (Gruppe):

| Lage                                       | Bezeichnung     | Beschreibung | ID       | Bild |
| ------------------------------------------ | --------------- | ------------ | -------- | ---- |
| Benemer Straße 52° 4′ 26″ N, 10° 24′ 49″ O | Kirchhof Beinum |              | 31190878 | BW   |

Baudenkmale (Einzeln):

| Lage                                       | Bezeichnung | Beschreibung | ID       | Bild           |
| ------------------------------------------ | ----------- | --- | -------- | -------------- |
| Benemer Straße 52° 4′ 25″ N, 10° 24′ 50″ O | Kirche      | Der Vorgängerbau war eine romanische Wehrkirche aus dem 10.-13. Jahrhundert. Dieser wurde 1889 wegen Baufälligkeit abgerissen und ein Neubau im neugotischen Stil errichtet. Das Kirchenschiff ist freitragend, der Turm 37 m hoch, beide sind mit Schiefer gedeckt. Die Einweihung fand am 9. August 1891 statt. | 3122043  | Weitere Bilder |
| Benemer Straße 52° 4′ 25″ N, 10° 24′ 50″ O | Kirchhof    | | 31220474 | BW             |
| Benemer Straße 52° 4′ 26″ N, 10° 24′ 50″ O | Grabsteine  | | 31225780 | BW             |

### Baudenkmale (Einzeln)
| Lage                                          | Bezeichnung         | Beschreibung | ID       | Bild |
| --------------------------------------------- | ------------------- | --- | -------- | ---- |
| Lange Straße 27 52° 4′ 25″ N, 10° 24′ 39″ O   | Wohnhaus            | | 31220540 | BW   |
| Lange Straße 22 52° 4′ 28″ N, 10° 24′ 42″ O   | Wohnhaus            | | 31220517 | BW   |
| Benemer Straße 7 52° 4′ 27″ N, 10° 24′ 47″ O  | Wohn-/Geschäftshaus | Kaufhaus Riechers/Ziehm | 31220493 | BW   |
| Zollhausstraße 12 52° 4′ 26″ N, 10° 24′ 54″ O | Wohnhaus            | | 31220563 | BW   |
| Zollhausstraße 15 52° 4′ 24″ N, 10° 24′ 50″ O | Kegelbahn           | | 31220586 | BW   |
| Am Pfarrhaus 2 52° 4′ 24″ N, 10° 24′ 48″ O    | Schule              | | 31220390 | BW   |
| Bäckerstraße 2 52° 4′ 23″ N, 10° 24′ 45″ O    | Wohnhaus            | | 31220411 | BW   |
| Zollhausstraße 40 52° 4′ 17″ N, 10° 24′ 44″ O | Zollhaus            | Das „Chausseegelderheberhaus Nr. 1 an der 4. Meile der Chaussee von Braunschweig nach Seesen“ liegt an der südlichen Ortsgrenze und wurde um 1779 erbaut. Die Wegegelderhebung wurde 1874 eingestellt. Das Haus ist heute in Privatbesitz. | 31220610 |      |

## Flachstöckheim

### Gruppe: Gut Flachstöckheim
Baudenkmal (Gruppe):

| Lage                       | Bezeichnung        | Beschreibung | ID       | Bild           |
| -------------------------- | ------------------ | --- | -------- | -------------- |
| 52° 5′ 8″ N, 10° 26′ 16″ O | Gut Flachstöckheim | Die Familie von Schwicheldt wurde schon 1350 mit Land in Flachstöckheim belehnt, 1428 gehörte das ganze Dorf zu ihrem Besitz. Die Gutsanlage wurde ab 1722 neu erbaut. Ende der 1930er Jahre übernahmen die damaligen Reichswerke Hermann Göring das Schwicheldtsche Familiengut und bauten es zu Wohnungen für die Bergleute der Schachtanlage Wortlah-Ohlendorf um. | 31191036 | Weitere Bilder |

Baudenkmale (Einzeln):

| Lage                                                             | Bezeichnung         | Beschreibung | ID       | Bild |
| ---------------------------------------------------------------- | ------------------- | ------------ | -------- | ---- |
| Alte Landstraße 10 52° 5′ 9″ N, 10° 26′ 21″ O                    | Wohn-/Geschäftshaus |              | 31222405 | BW   |
| Alte Landstraße 8 a, b, c 52° 5′ 8″ N, 10° 26′ 19″ O             | Torhaus             |              | 31222384 |      |
| Alte Landstraße 6 a, b, c 52° 5′ 7″ N, 10° 26′ 17″ O             | Wohnhaus            |              | 31222363 | BW   |
| Alte Landstraße 4 a, b, c 52° 5′ 7″ N, 10° 26′ 14″ O             | Wohnhaus            |              | 31222342 | BW   |
| Alte Landstraße 52° 5′ 8″ N, 10° 26′ 13″ O                       | Taubenhaus          |              | 31222304 |      |
| Alte Landstraße 2 a, b, c 52° 5′ 7″ N, 10° 26′ 12″ O             | Wohnhaus            | Schafstall   | 31222324 | BW   |
| An der Freilichtbühne 1 a, b, c 52° 5′ 8″ N, 10° 26′ 13″ O       | Wohnhaus            |              | 31222491 | BW   |
| An der Freilichtbühne/Schwicheldtweg 52° 5′ 11″ N, 10° 26′ 16″ O | Park                |              | 31222264 |      |
| An der Freilichtbühne 3 a, b, c 52° 5′ 9″ N, 10° 26′ 16″ O       | Wohnhaus            |              | 31222510 | BW   |
| An der Freilichtbühne 5 a, b, c 52° 5′ 10″ N, 10° 26′ 18″ O      | Wohn-/Geschäftshaus |              | 31222529 | BW   |
| An der Freilichtbühne 7 52° 5′ 10″ N, 10° 26′ 20″ O              | Verwaltungsgebäude  |              | 31222547 | BW   |

### Gruppe: Kirchhof Flachstöckheim
Baudenkmal (Gruppe):

| Lage                                     | Bezeichnung             | Beschreibung | ID       | Bild |
| ---------------------------------------- | ----------------------- | ------------ | -------- | ---- |
| Glockengasse 52° 5′ 10″ N, 10° 26′ 33″ O | Kirchhof Flachstöckheim |              | 31191022 | BW   |

Baudenkmale (Einzeln):

| Lage                                     | Bezeichnung | Beschreibung | ID       | Bild           |
| ---------------------------------------- | ----------- | --- | -------- | -------------- |
| Glockengasse 52° 5′ 11″ N, 10° 26′ 34″ O | Kirche      | Eine erste Kirche hat vermutlich auf dem Walhof des Dorfes gestanden, bei der der Bergfried als Fundament des Kirchturmes diente. Anfang des 18. Jahrhunderts wurde auf den alten Fundamenten die heutige Kirche aus den Bruchsteinen der alten Wehranlage erbaut. | 31222565 | Weitere Bilder |
| Glockengasse 52° 5′ 11″ N, 10° 26′ 32″ O | Kirchhof    | | 31222586 | BW             |
| Glockengasse 52° 5′ 11″ N, 10° 26′ 32″ O | Einfriedung | | 31222605 | BW             |
| Glockengasse 52° 5′ 11″ N, 10° 26′ 33″ O | Grabsteine  | | 31226249 | BW             |

### Baudenkmale (Einzeln)
| Lage                                           | Bezeichnung         | Beschreibung | ID       | Bild |
| ---------------------------------------------- | ------------------- | ------------ | -------- | ---- |
| Alte Landstraße 11 52° 5′ 7″ N, 10° 26′ 18″ O  | Wohnhaus            |              | 31222423 | BW   |
| Am Platz 52° 5′ 8″ N, 10° 26′ 23″ O            | Gedenkstätte        |              | 31222469 | BW   |
| Glockengasse 13 52° 5′ 10″ N, 10° 26′ 33″ O    | Einfriedung         |              | 31225994 | BW   |
| Glockengasse 13 52° 5′ 10″ N, 10° 26′ 34″ O    | Wohnhaus            |              | 31222666 | BW   |
| Glockengasse 13 52° 5′ 9″ N, 10° 26′ 34″ O     | Pflasterung         |              | 31226570 | BW   |
| Alte Landstraße 72 52° 5′ 20″ N, 10° 26′ 44″ O | Wohnhaus/Gaststätte |              | 31222446 | BW   |

## Lobmachtersen

### Gruppe: Kirchhof Lobmachtersen
Baudenkmal (Gruppe):

| Lage                                         | Bezeichnung            | Beschreibung | ID       | Bild |
| -------------------------------------------- | ---------------------- | ------------ | -------- | ---- |
| Hilligenstraße 7 52° 5′ 55″ N, 10° 25′ 32″ O | Kirchhof Lobmachtersen |              | 31191327 | BW   |

Baudenkmale (Einzeln):

| Lage                                         | Bezeichnung | Beschreibung | ID       | Bild           |
| -------------------------------------------- | ----------- | --- | -------- | -------------- |
| Hilligenstraße 7 52° 5′ 54″ N, 10° 25′ 32″ O | Kirche      | Über den ersten Kirchenbau ist nur bekannt, dass um 1542 ein neues Kirchenschiff an den alten Wehrturm gebaut wurde. Dieses wurde 1823 wegen Baufälligkeit abgerissen und neu gebaut, der Turm aus dem 15. Jh. blieb erhalten. 2013 wurde die Bemalung des Innenraums aus dem 19. Jahrhundert wieder freigelegt. Im Februar 2016 wurde die Kirche auf den Namen „Christuskirche“ getauft. | 31200881 | Weitere Bilder |
| Hilligenstraße 7 52° 5′ 54″ N, 10° 25′ 31″ O | Kirchhof    | | 31200921 | BW             |

### Gruppe: Hofanlage Deiweg 14
Baudenkmal (Gruppe):

| Lage                                  | Bezeichnung         | Beschreibung | ID       | Bild |
| ------------------------------------- | ------------------- | ------------ | -------- | ---- |
| Deiweg 14 52° 5′ 55″ N, 10° 25′ 43″ O | Hofanlage Deiweg 14 |              | 31190671 | BW   |

Baudenkmale (Einzeln):

| Lage                                  | Bezeichnung | Beschreibung | ID       | Bild |
| ------------------------------------- | ----------- | ------------ | -------- | ---- |
| Deiweg 14 52° 5′ 54″ N, 10° 25′ 43″ O | Scheune     |              | 31200732 | BW   |
| Deiweg 14 52° 5′ 54″ N, 10° 25′ 44″ O | Wohnhaus    |              | 31200751 | BW   |

### Baudenkmale (Einzeln)
| Lage                                         | Bezeichnung              | Beschreibung | ID       | Bild |
| -------------------------------------------- | ------------------------ | ------------ | -------- | ---- |
| Am Spring 7 52° 5′ 52″ N, 10° 25′ 48″ O      | Wasserturm               |              | 31200709 |      |
| Schwemmhorn 15 a 52° 5′ 58″ N, 10° 25′ 37″ O | Wohn-/Wirtschaftsgebäude |              | 31200962 | BW   |
| Landwehrstraße 16 52° 6′ 9″ N, 10° 25′ 26″ O | Wohnhaus                 |              | 31200940 | BW   |
| Dorenwinkel 3 b 52° 6′ 6″ N, 10° 25′ 30″ O   | Wohnhaus                 |              | 31200772 | BW   |
| Dorenwinkel 5 a 52° 6′ 5″ N, 10° 25′ 30″ O   | Wohn-/Wirtschaftsgebäude |              | 31200794 | BW   |
| Dorenwinkel 19 52° 6′ 5″ N, 10° 25′ 35″ O    | Wohnhaus                 |              | 31200817 | BW   |
| Dorenwinkel 21 52° 6′ 4″ N, 10° 25′ 36″ O    | Wohnhaus                 |              | 31200839 | BW   |

## Ohlendorf

### Gruppe: Hofanlage Konsul-Waßmuß-Straße 42
Baudenkmal (Gruppe):

| Lage                                                | Bezeichnung                       | Beschreibung | ID       | Bild |
| --------------------------------------------------- | --------------------------------- | ------------ | -------- | ---- |
| Konsul-Waßmuß-Straße 42 52° 3′ 41″ N, 10° 26′ 27″ O | Hofanlage Konsul-Waßmuß-Straße 42 |              | 31191592 | BW   |

Baudenkmale (Einzeln):

| Lage                                                | Bezeichnung   | Beschreibung | ID       | Bild |
| --------------------------------------------------- | ------------- | ------------ | -------- | ---- |
| Konsul-Waßmuß-Straße 42 52° 3′ 41″ N, 10° 26′ 27″ O | Wohnhaus      |              | 31201229 | BW   |
| Konsul-Waßmuß-Straße 42 52° 3′ 41″ N, 10° 26′ 26″ O | Scheune/Stall |              | 31201187 | BW   |
| Konsul-Waßmuß-Straße 42 52° 3′ 40″ N, 10° 26′ 27″ O | Scheune       |              | 31201208 | BW   |

### Gruppe: Kirchhof Ohlendorf
Baudenkmal (Gruppe):

| Lage                        | Bezeichnung        | Beschreibung | ID       | Bild |
| --------------------------- | ------------------ | ------------ | -------- | ---- |
| 52° 3′ 41″ N, 10° 26′ 53″ O | Kirchhof Ohlendorf |              | 31191341 | BW   |

Baudenkmale (Einzeln):

| Lage                                   | Bezeichnung | Beschreibung | ID       | Bild           |
| -------------------------------------- | ----------- | --- | -------- | -------------- |
| Pfarrweg 6 52° 3′ 41″ N, 10° 26′ 53″ O | Kirche      | Bau der ersten Kirche, einer Wehrkirche, um 1145. Zu Beginn des 19. Jh. war das Gebäude bereits baufällig, dies wurde aber erst 1869 abgerissen. Der im neugotischen Stil gehaltene Backsteinbau wurde im Januar 1871 eingeweiht. | 31201273 | Weitere Bilder |
| Pfarrweg 8 52° 3′ 40″ N, 10° 26′ 52″ O | Pfarrhaus   | | 31201313 | BW             |
| Pfarrweg 6 52° 3′ 41″ N, 10° 26′ 52″ O | Kirchhof    | | 31201294 | BW             |

### Gruppe: Hofanlage Konsul-Waßmuß-Straße 8
Baudenkmal (Gruppe):

| Lage                        | Bezeichnung                      | Beschreibung | ID       | Bild |
| --------------------------- | -------------------------------- | ------------ | -------- | ---- |
| 52° 3′ 42″ N, 10° 26′ 55″ O | Hofanlage Konsul-Waßmuß-Straße 8 |              | 31191354 | BW   |

Baudenkmale (Einzeln):

| Lage                                               | Bezeichnung | Beschreibung | ID       | Bild |
| -------------------------------------------------- | ----------- | ------------ | -------- | ---- |
| Konsul-Waßmuß-Straße 8 52° 3′ 42″ N, 10° 26′ 55″ O | Hofanlage   |              | 31201145 | BW   |
| Konsul-Waßmuß-Straße 8 52° 3′ 41″ N, 10° 26′ 55″ O | Stall       |              | 31224682 | BW   |
| Konsul-Waßmuß-Straße 8 52° 3′ 43″ N, 10° 26′ 55″ O | Wohnhaus    |              | 31224642 | BW   |
| Konsul-Waßmuß-Straße 8 52° 3′ 42″ N, 10° 26′ 57″ O | Scheune     |              | 31224722 | BW   |

### Baudenkmale (Einzeln)
| Lage                                                | Bezeichnung           | Beschreibung            | ID       | Bild |
| --------------------------------------------------- | --------------------- | ----------------------- | -------- | ---- |
| L 512 52° 3′ 39″ N, 10° 25′ 54″ O                   | Mühle                 | Wassermühle (Pumpmühle) | 31201250 | BW   |
| Konsul-Waßmuß-Straße 36 52° 3′ 38″ N, 10° 26′ 33″ O | Gartenpavillon        |                         | 31201164 | BW   |
| Turmstraße 13 52° 3′ 41″ N, 10° 26′ 47″ O           | Stall/Scheunengebäude |                         | 31225398 | BW   |
| Turmstraße 13 52° 3′ 41″ N, 10° 26′ 47″ O           | Wohnhaus              |                         | 31201334 | BW   |